# Мануель Росас
Мануель Росас Санчес (ісп. Manuel Rosas Sanchez, 17 квітня 1912 — 20 лютого 1989) — мексиканський футболіст, що грав на позиції захисника, зокрема, за клуб «Атланте», а також національну збірну Мексики. Рідний брат іншого футболіста — Феліпе Росаса.
Чемпіон Мексики 1931 року.

## Клубна кар'єра
У дорослому футболі дебютував 1929 року виступами за команду «Атланте», кольори якої і захищав протягом усієї своєї кар'єри гравця, що тривала сім років.
Помер 20 лютого 1989 року на 77-му році життя.

## Виступи за збірну
1930 року дебютував в офіційних матчах у складі національної збірної Мексики. Протягом кар'єри у національній команді, яка тривала 1 рік, провів у її формі 3 матчі, забивши 2 голи.
У складі збірної був учасником чемпіонату світу 1930 року в Уругваї, де зіграв з Францією (1:4), Чилі (0:3) і Аргентиною (3:6) (забив два голи, один з них — з пенальті). Цей пенальті став першим, реалізованим на чемпіонатах світу.

## Титули і досягнення
- Чемпіон Мексики (1):

«Атланте»: 1930—1931